# A Mulher Marcada (filme)
Marked Woman (bra: Mulher Marcada ou A Mulher Marcada; prt: A Mulher Marcada) é um filme estadunidense de 1937, do gênero drama criminal, dirigido por Lloyd Bacon, estrelado por Bette Davis, e coestrelado por Humphrey Bogart. O roteiro de Robert Rossen e Abem Finkel foi vagamente baseado na história de vida de Lucky Luciano, que foi condenado em 1936 por comandar um esquema de prostituição.
A trama retrata a história de uma mulher que se atreve a enfrentar um dos gângsteres mais poderosos do submundo de Manhattan.
As coestrelas do filme, Humphrey Bogart e Mayo Methot, se conheceram no set de filmagens e se casaram em 1938.

## Sinopse
Mary Dwight (Bette Davis) é recepcionista de uma boate que foi recém-adquírida por um mafioso. Ela mora junto de mais cinco garotas e esconde o emprego de sua inocente irmã, Betty (Jane Bryan). Quando Betty começa a se envolver com o mundo de Mary e com as pessoas que o compõe, algo terrível acontece e Mary começa uma difícil luta junto ao policial David Graham (Humphrey Bogart), contra a máfia.

## Elenco

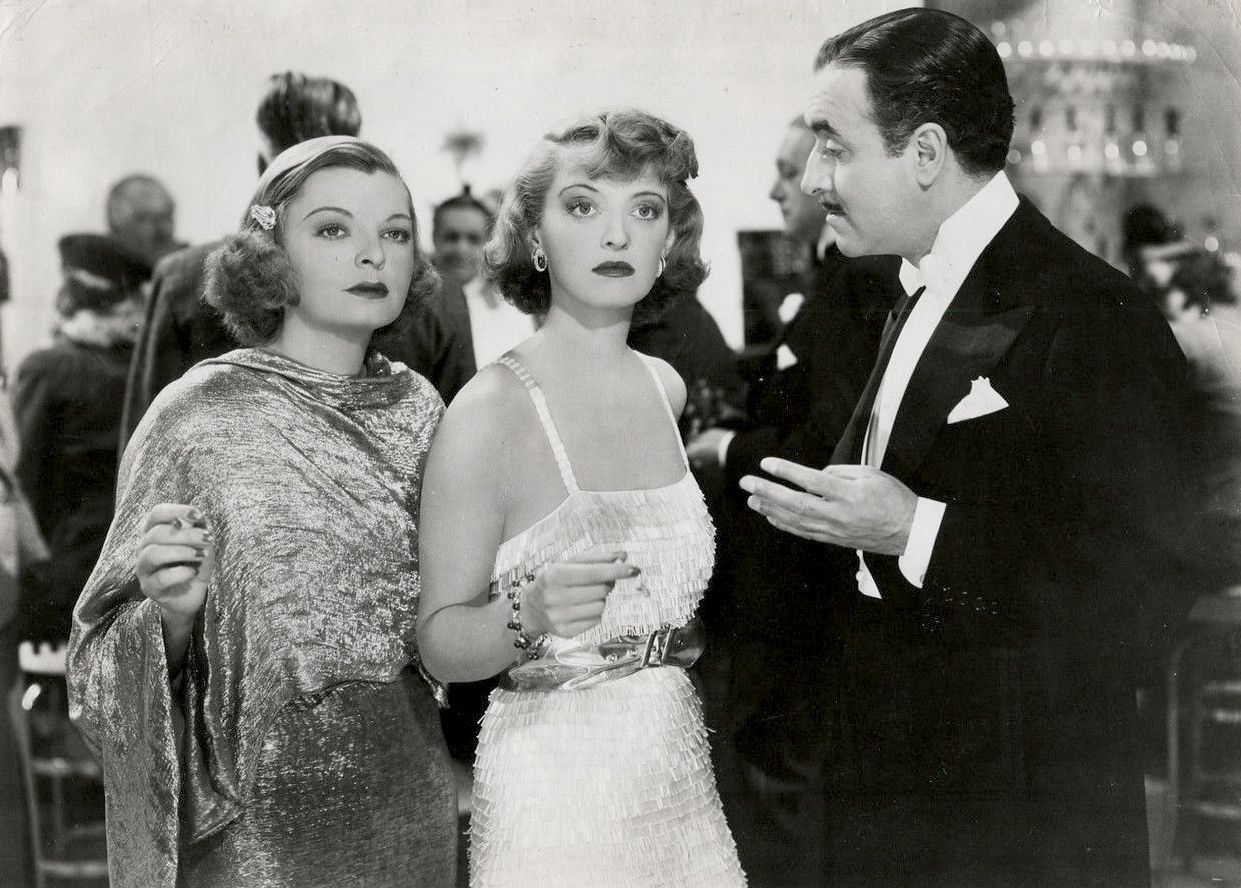
Mayo Methot e Bette Davis.

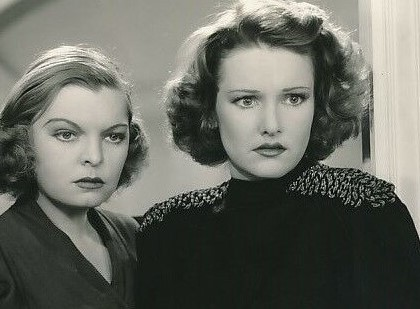
Mayo Methot e Lola Lane

- Bette Davis como Mary Dwight Strauber
- Humphrey Bogart como Promotor David Graham
- Lola Lane como Dorothy "Gabby" Marvin
- Isabel Jewell como Emmy Lou Egan
- Eduardo Ciannelli como Johnny Vanning[a]
- Jane Bryan como Betty Strauber
- Rosalind Marquis como Florrie Liggett
- Mayo Methot como Estelle Porter
- Allen Jenkins como Louie
- John Litel como Gordon, advogado de Vanning
- Ben Welden como Charlie Delaney
- Henry O'Neill como Promotor Arthur Sheldon
- Damian O'Flynn como Ralph Krawfurd
- Raymond Hatton como Advogado de Vanning
- Carlos San Martín como Garçom
- William B. Davidson como Bob Crandall
- Kenneth Harlan como Eddie
- Robert Strange como George Beler
- James Robbins como Capitão
- Arthur Ayelsworth como Xerife John "Johnny" Truble
- John Sheehan como Vincent
- Sam Wren como Mac
- Edwin Stanley como Detetive Casey / Ferguson
- Hymie Marks como Joe (não-creditado)[b]

## Produção

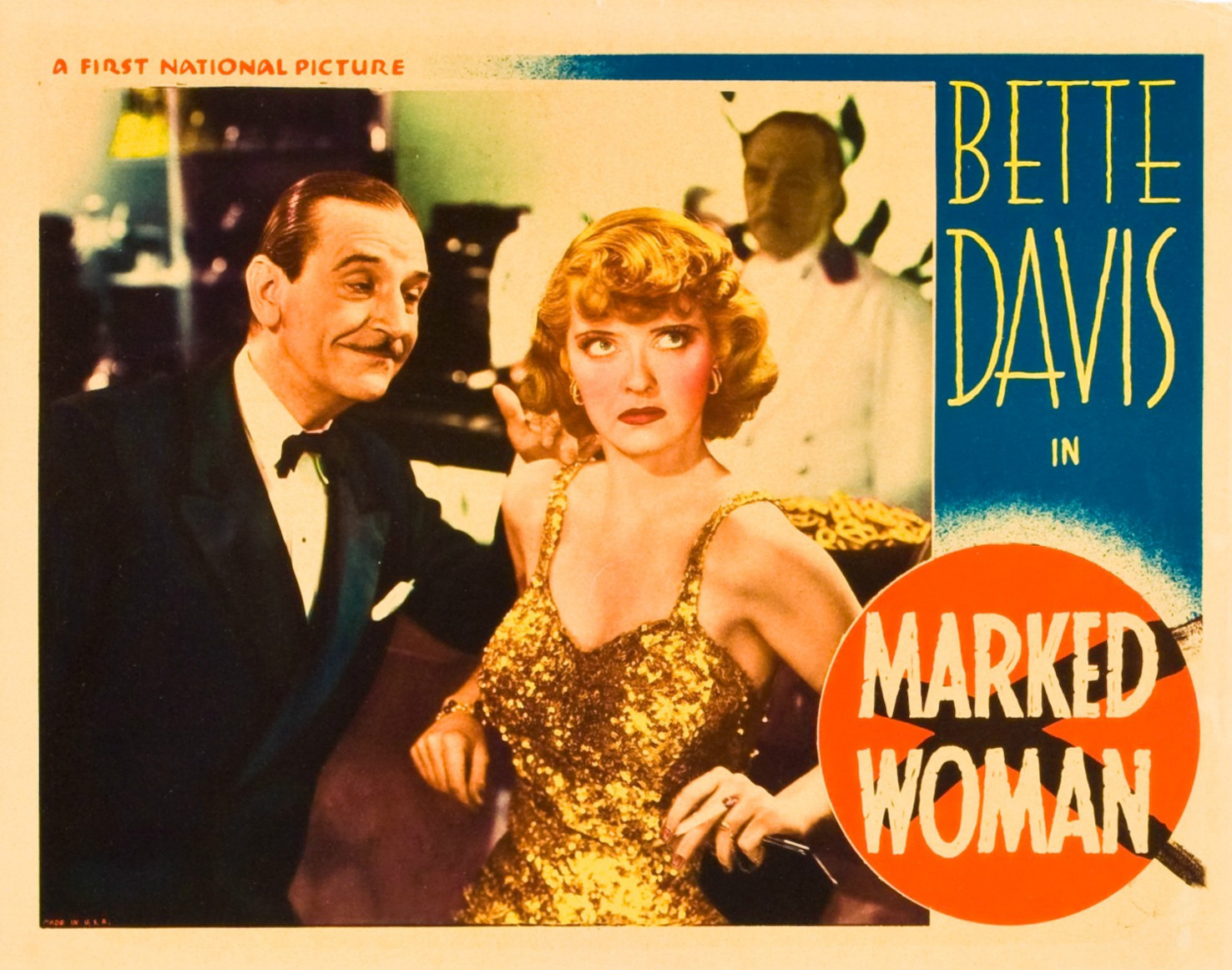
Lobby card do filme.

O título de produção do filme foi "The Man Behind". O filme entrou em produção em 9 de dezembro de 1936, nos estúdios da Warner Bros. em Burbank, na Califórnia. O diretor Michael Curtiz substituiu Lloyd Bacon enquanto Bacon estava em lua de mel.
Como o Código de Produção proibia tramas envolvendo bordéis ou prostituição, as prostitutas da série de histórias, publicada originalmente na revista Liberty, foram alteradas para recepcionistas de boate no roteiro adaptado para o filme. Vanning adquiriu um passatempo em jogos ilegais em vez de administrar uma rede de prostituição, e o crime central da produção se tornou um assassinato.
Jane Wyman havia sido originalmente escalada como Florrie Liggett, mas foi substituída por Rosalind Marquis antes do início das gravações.
O filme foi um grande sucesso para a Warner Bros., e um dos primeiros filmes mais importantes de Bette Davis. Ela havia recentemente aberto um processo contra o estúdio, em parte por causa da qualidade inferior dos papéis que estava interpretando. Embora tenha perdido o processo, Davis recebeu cobertura considerável da imprensa, e "Marked Woman" foi o filme que marcou seu retorno para Hollywood. Relatos afirmam que Bette estava satisfeita com o roteiro e as possibilidades dramáticas que lhe oferecia. Jack L. Warner disse estar igualmente satisfeito com a reação do público em favor de Davis, que ele previu aumentar o apelo e a lucratividade de seus filmes.
Davis estava descontente com a quantidade mínima de curativos que havia sido usado para sua cena no quarto de hospital, então na hora do almoço foi ao seu médico pessoal, descreveu os ferimentos do roteiro e pediu que ele a enfaixasse de acordo. Quando ela voltou ao estúdio, um guarda no portão viu suas bandagens e chamou o produtor executivo Hal B. Wallis para informar que Davis havia sofrido um acidente.
O filme foi relançado em 1947.

## Recepção
Graham Greene, em sua crítica para a Night and Day, deu ao filme uma crítica positiva, observando que, como um film noir, "já foi feito antes, é claro ... mas nunca foi feito melhor do que em algumas dessas cenas". Greene elogiou Ciannelli, que foi capaz de "transmitir não apenas a corrupção, mas a tristeza da corrupção", porém Greene expressou desapontamento com a atuação de Davis, que ele alegou "ligar as emoções com um abandono terrível".
No Rotten Tomatoes, site agregador de críticas, 100% das 5 críticas do filme são positivas, com uma classificação média de 6,5/10.

### Bilheteria
A produção foi um sucesso de bilheteria. De acordo com os registros da Warner Bros., o filme arrecadou US$ 774.000 nacionalmente e US$ 377.000 no exterior, totalizando US$ 1.151.000 mundialmente.

## Origem
Apesar de um aviso no início do filme que afirma que a história é fictícia, "Marked Woman" é vagamente baseado na história de vida de Lucky Luciano e nas façanhas de combate ao crime da vida real de Thomas E. Dewey, um promotor público de Manhattan que se tornou uma celebridade nacional na década de 1930 por causa de sua luta contra o crime organizado em Nova Iorque. Dewey indiciou e condenou vários gângsteres proeminentes, e sua maior conquista foi a condenação de Luciano, o chefe do crime organizado de toda a cidade. Dewey usou o testemunho de inúmeras garotas de programa e madames para condenar Luciano por dirigir uma das maiores redes de prostituição da história estadunidense. Os estúdios de Hollywood produziram vários filmes sobre as façanhas de Dewey, com "Marked Woman" entre os mais proeminentes. O personagem de Humphrey Bogart, David Graham, é baseado em Dewey, que se tornou duas vezes o candidato presidencial do partido republicano estadunidense na década de 1940.
A Warner Bros. comprou os direitos de uma série de histórias publicada na revista Liberty sobre Luciano, mas foi forçada a fazer alterações na história por causa de preocupações com a censura, como mudar a profissão de uma das personagens de prostituta para recepcionista de uma boate.

## Prêmios e indicações
| Ano  | Cerimônia                    | Categoria                         | Indicado    | Resultado | Ref.   |
| ---- | ---------------------------- | --------------------------------- | ----------- | --------- | ------ |
| 1937 | Festival de Cinema de Veneza | Coppa Mussolini de melhor diretor | Lloyd Bacon | Indicado  | [ 14 ] |
| 1937 | Festival de Cinema de Veneza | Coppa Volpi de melhor atriz       | Bette Davis | Venceu    | [ 14 ] |